# Грузинський націоналізм

Прапор Грузії

Прапор Грузинської Демократичної Республіки

Грузинський націоналізм — це націоналістична ідеологія, яка пропагує грузинську національну ідентичність, грузинську мову та культуру .

## Поява
Сучасний грузинський націоналізм виник у середині 19 століття як реакція на анексію Росією роздроблених грузинських держав, яка припинила їхню хитку незалежність, але принесла грузинам єдність під єдиною владою, відносний мир і стабільність. Першими збудниками національного відродження були аристократичні поети, романтичні твори яких були пройняті патріотичними плачами. Після серії невдалих спроб повстання, особливо після невдалої змови 1832 року, грузинські еліти були пригнічені російським правлінням, а їхні заклики до національного пробудження були перенаправлені на культурний фронт. 
У 1860-х роках нове покоління грузинських інтелектуалів, які отримали освіту в російських університетах і були знайомі з європейськими ідеями, пропагували національну культуру проти асиміляції імперським центром. Очолювана такими літераторами, як Ілія Чавчавадзе, їхня програма набула більш націоналістичних відтінків із занепадом дворянства та прогресом капіталізму, що додатково стимулювалося пануванням російської бюрократії та економічним і демографічним домінуванням вірменського середнього класу в столиці Тбілісі . Чавчавадзе та його соратники закликали до єдності всіх грузин і ставили національні інтереси вище класових і провінційних поділів. Їхнє бачення не передбачало відкритого повстання за незалежність, а вимагало автономії в рамках реформованої Російської імперії з більшою культурною свободою, популяризацією грузинської мови та підтримкою грузинських навчальних закладів і національної церкви, незалежність яких була придушена Росією 
Незважаючи на захист етнічної культури та демографічних невдоволень через домінування росіян і вірмен у міських центрах Грузії, програма перших грузинських націоналістів була інклюзивною та віддавала перевагу неконфронтаційному підходу до міжетнічних питань. Деякі з них, наприклад Ніко Ніколадзе, передбачали створення вільної, децентралізованої та самоврядної федерації кавказьких народів на основі принципу етнічно пропорційного представництва. 
Ідею кавказької федерації в рамках реформованої Російської держави також висловлювали ідеологи грузинської соціал-демократії, які домінували в політичному ландшафті Грузії наприкінці 19 століття. Спочатку грузинські соціал-демократи були проти націоналізму та розглядали його як суперницьку ідеологію, але вони залишалися прихильниками самовизначення .  За словами історика Стівена Ф. Джонса, «це був соціалізм у грузинських кольорах із пріоритетом захисту національної культури».  Грузинські соціал-демократи були дуже активними в загальноросійському соціалістичному русі і після його розколу в 1905 році приєдналися до фракції меншовиків, дотримуючись відносно ліберальних ідей своїх західноєвропейських колег. 

## Перша грузинська республіка
Більшовицька революція 1917 року була сприйнята грузинськими меншовиками на чолі з Ное Жорданія як розрив зв'язків між Росією та Європою.  Коли 26 травня 1918 року вони проголосили  незалежну Грузинську демократичну республіку, вони розглядали цей крок як трагічну неминучість на тлі геополітичних реалій, що розгорталися. 
Оскільки нова держава зіткнулася з рядом внутрішніх і міжнародних викликів, інтернаціоналістичне соціал-демократичне керівництво стало більше зосереджуватися на вужчих національних проблемах.   З цією переорієнтацією на певну форму націоналізму грузинська республіка стала «націоналістично-соціалістичним гібридом».  Зусилля уряду зробити освіту та управління більш грузинськими викликали протести з боку етнічних меншин, ще більше посилені економічними труднощами та використані у своїх політичних цілях більшовиками, які виступали проти суверенітету країни. Реакція уряду на інакомислення, в тому числі серед етнічних меншин, таких як абхази та осетини, часто була жорстокою та надмірною. Рішення вдатися до військових рішень було зумовлене радше проблемами безпеки, ніж готовністю звести етнічні рахунки.  Загалом грузинські меншовики не зверталися до авторитаризму й терору.  Проте події того часу відіграли важливу роль у зміцненні стереотипів усіх залучених сторін у новітніх етнічних конфліктах у Грузії.  

## Радянська Грузія
Після вторгнення Червоної армії в Грузію та її радянізації в 1921 році, а потім придушення збройного повстання грузинів (1924) проти нового режиму, багато провідних інтелектуалів-націоналістів виїхали в еміграцію до Європи. У Радянському Союзі грузинський націоналізм пішов у підпілля або був перенаправлений на культуру, зосередившись на питаннях мови, розвитку освіти, захисту старих пам’яток, літературі, кіно та спорті. Радянська держава придушувала будь-які відкриті прояви місцевого націоналізму, але вона забезпечила культурні рамки та, як частину своєї політики коренізації, допомогла інституціоналізувати грузинів як « титульну націю » у Грузинській Радянській Соціалістичній Республіці, дозволяючи Грузії розвиватися власну національну комуністичну еліту та культурну інтелігенцію .   Таким чином, зберігаючи фокус грузинського націоналізму на культурних питаннях, радянський режим зміг запобігти перетворенню грузинського націоналізму в політичний рух аж до періоду перебудови 1980-х років. 
Наприкінці 1970-х відбулося відновлення грузинського націоналізму, який суперечив радянській владі. Плани щодо перегляду статусу грузинської як офіційної мови радянської Грузії були розроблені в Кремлі на початку 1978 року, але після жорсткого та безпрецедентного громадського опору радянський центральний уряд відмовився від цих планів. Водночас він також відмовився від подібних планів перегляду офіційних мов у Вірменській та Азербайджанській РСР .
Через політику гласності Михайла Горбачова наприкінці існування СРСР грузинський націоналізм став більш терпимим. На початку 1990-х радянський уряд намагався протистояти грузинському руху за незалежність, обіцяючи Москві більшу децентралізацію.

## Незалежна Грузія
9 квітня 1991 року, через два роки після Тбіліської трагедії та через десять днів після переможного референдуму з цього питання, Верховна Рада Грузії проголосила незалежність країни та призначила Звіада Гамсахурдіа , відомого дисидента та речника грузинського націоналізму, тимчасовим президентом. Останнього зрештою було обрано президентом, набравши 86% голосів на виборах, у яких 26 травня взяли участь 83%.  